# Charles Vittel
Pour les articles homonymes, voir Vittel (homonymie).
Charles Vittel, né le 12 octobre 1809 à Rolle et mort le 25 août 1889 dans la même commune, est une personnalité politique suisse, membre de la Gauche Libérale (futur parti radical-démocratique). Il est député du canton de Vaud au Conseil national de 1848 à 1851.

## Biographie
Charles Vittel naît le 12 octobre 1809 à Rolle, dans le canton de Vaud. Protestant, originaire de Rolle et de Givrins, il est le fils de Marc-Elizée Vittel, entrepreneur plâtrier-peintre, et de Fanchette Vionnet. Il épouse Julie Emilie Célina Treboux en 1838.
Après des études de lettres entre 1825 et 1827 à Genève, puis à Lausanne où il obtient sa licence en 1827, il exerce comme précepteur en Hollande. De retour en Suisse, il exerce comme juge de paix entre 1839 et 1845, puis, après sa carrière politique, comme juge au tribunal de district de Rolle et comme receveur.
Il est en outre major d'infanterie dans l'armée suisse.

### Carrière politique
Il est député des Radicaux/Gauche Libérale (aile gauche du parti libéral) au Grand Conseil vaudois de 1845 à 1848 et conseiller national de 1848 à 1851. Il devient préfet de Rolle après la  révolution radicale de mars 1845. Il participe à l'Assemblée constituante vaudoise de 1861, ce qui ne l'empêche pas d'être démis de son poste de préfet par le régime libéral ; il le retrouve de 1885 à sa mort. Dans l'intervalle, il est syndic de Rolle de 1871 à 1874.

## Liens
- Notice dans un dictionnaire ou une encyclopédie généraliste :   - Dictionnaire historique de la Suisse
- Notices d'autorité :   - VIAF
  - GND